# 李咸池
李咸池（—1853年）），福建省龍溪出身，清朝末年小刀会之亂的指揮者之一。

## 生平
原本在上海經營棉花生意。在上海時，與劉麗川一起發展小刀會。小刀會的内部，劉麗川是廣東系的領導人，李咸池則是福建系的領導人。
1853年8月，小刀會蜂起，殺了縣令袁祖德並支配上海。劉麗川為「統理政教招討大元帥」，李咸池則是「平胡大都督」。小刀會的群眾則依次佔領周邊的寶山、南匯、川沙。
後來，李咸池參加廈門的防衛，但廈門被清軍包圍，同年10月陷落，逃回故鄉龍溪而被捕、然後被處刑。